# Imidapril
Az imidapril (INN) magas vérnyomás elleni, az ACE-gátlók közé tartozó gyógyszer.

## Hatásmód
Az angiotenzin konvertáló enzim(en) (ACE) az angiotenzin I(en) → angiotenzin II(en) átalakulást segíti elő. Ez utóbbi anyagnak erős érösszehúzó, azaz vérnyomásnövelő hatása van. A folyamat a törzsfejlődés korai szakaszában alakult ki, és a vese vérellátását hivatott elősegíteni.
Az ACE másik hatása az értágító hatású bradikinin(en) elbontása, mely ugyancsak növeli a vérnyomást.
Az ACE-gátlók tehát két különböző vérnyomásnövelő folyamat gátlásával érik el a hatásukat.
Az imidapril a vérnyomás egyforma mértékű csökkenését váltja ki mind ülő, fekvő és álló helyzetben mérve, a szívfrekvencia növekedése nélkül. A maximális vérnyomáscsökkentő hatás a gyógyszer bevétele után 6-8 órával figyelhető meg. A megfelelő vérnyomáscsökkenés néhány betegben hetek múlva érhető el. A vérnyomáscsökkentő hatás tartós kezelés során megmarad. A terápia hirtelen megszakítása nem okoz gyors vérnyomás-emelkedést.

## Mellékhatások, ellenjavallatok
Érödéma elsősorban a kezelés elején, de néha tartós kezelés után is előfordulhat. A nyelv vagy a gége angiooedemája halálos lehet. Ilyenkor a szer szedésének abbahagyása mellett azonnali kezelést kell adni, a beteget 12–24 órára kórházi megfigyelés alá kell helyezni.
Hyperkalaemia a kezelés elején előfordulhat, elsősorban szív- vagy veseelégtelenség esetén.
A vízhajtók, más típusú vérnyomáscsökkentők, bizonyos fájdalomcsillapítók és az alkohol fokozhatja az imidapril hatását.
Az ACE-gátlók fokozhatják az inzulinérzékenységet, mely cukorbetegekben hypoglykaemiát okozhat.
A szer ellenjavallt gyermekkorban, valamint terhesség és szoptatás alatt. A szer átjut a placentán, és a terhesség minden szakaszában súlyos, akár halálos magzati károsodást okozhat. Ugyancsak átjut az anyatejbe, és nem vizsgálták a csecsemőre gyakorolt hatását.

## Adagolás
A kezdő adag napi 5 mg (65 év felett ill. májkárosodás esetén 2,5 mg). Három hét után szükség esetén az adagot 10 mg-ra lehet emelni. A maximális adag 65 év alatt 20, egyébként 10 mg. Ha a maximális adag sem elég, az imidaprilt vízhajtókkal lehet kombinálni.
Vesebetegek esetén a vesefunkciót a kezelés előtt ellenőrizni kell. 30–80 ml/perces kreatinin(en)-ürülés esetén az ajánlott kezdő adag 2,5 mg, míg ez alatt az imidapril ellenjavallt.
Az imidpril – a többi ACE-gátlóhoz hasonlóan – az első adag után jelentős vérnyomásesést okozhat. Súlyos esetben intravénás fiziológiás sóoldattal folyadékpótlásra lehet szükség.
Zsírban gazdag táplálék fogyasztása jelentősen csökkenti az imidapril felszívódását.

## Készítmények
Nemzetközi forgalomban:
- Cardipril
- Hipertene
- Norten
- Novarok
- Prilium
- Tanapress
- Tanatril
- Vascor

Hidroklorotiaziddal kombinálva:
- Norplus
- Vascoride

Magyarországon:
- TANATRIL 5 mg tabletta
- TANATRIL 10 mg tabletta
- TANATRIL 20 mg tabletta

Az állatorvosi gyakorlatban is alkalmazzák kutyák bizonyos szívpanaszai ellen.